# Ospreyella palauensis
Ospreyella palauensis är en armfotingsart som beskrevs av Kathleen S. Logan 2008. Ospreyella palauensis ingår i släktet Ospreyella och familjen Thecideidae. Inga underarter finns listade i Catalogue of Life.